# Drosophila aguape
Drosophila aguape är en tvåvingeart som beskrevs av Val och Elineide E. Marques 1996. Drosophila aguape ingår i släktet Drosophila och familjen daggflugor.
Artens utbredningsområde är Brasilien.